# Klass I i ishockey 1923
Die Saison 1923 war die erste Spielzeit der Klass I i ishockey, der höchsten schwedischen Eishockeyspielklasse. Meister wurde der IK Göta.

## Modus
In der Hauptrunde absolvierte jede der sechs Mannschaften insgesamt fünf Spiele. Der Erstplatzierte der Hauptrunde wurde Meister. Für einen Sieg erhielt jede Mannschaft zwei Punkte, bei einem Unentschieden gab es einen Punkt und bei einer Niederlage null Punkte.

## Hauptrunde
|    | Klub           | Sp | S | U | N | T  | GT | Punkte |
| -- | -------------- | -- | - | - | - | -- | -- | ------ |
| 1. | IK Göta        | 5  | 4 | 1 | 0 | 27 | 11 | 9      |
| 2. | Djurgårdens IF | 5  | 3 | 1 | 1 | 22 | 13 | 7      |
| 3. | Hammarby IF    | 5  | 3 | 0 | 2 | 17 | 10 | 6      |
| 4. | IFK Stockholm  | 5  | 2 | 2 | 1 | 16 | 13 | 6      |
| 5. | Nacka SK       | 5  | 1 | 0 | 4 | 15 | 28 | 2      |
| 6. | IF Linnéa      | 5  | 0 | 0 | 5 | 7  | 29 | 0      |

Sp = Spiele, S = Siege, U = Unentschieden, N = Niederlagen